# Barásoain
Barásoain o Barasoain (en euskera: Barasoain) es una villa y un municipio español de la Comunidad Foral de Navarra, situado en la merindad de Olite, en la comarca de Tafalla, en la Valdorba o valle de Orba, muy cerca del centro geográfico de esta comunidad y a 25 km de la capital de la comunidad, Pamplona. Su población en 2017 era de 594 habitantes.

## Toponimia
Actualmente existen dos teorías distintas sobre el origen etimológico del nombre del pueblo, así como para la gran mayoría de pueblos terminados en -ain, muy frecuentes en la zona. La primera tiene como defensores a Julio Caro Baroja o Koldo Mitxelena, en la cual se estima que estos topónimos tienen origen en un patronímico (en este caso Beraxa) y el sufijo latino -anus, siendo entonces el topónimo original Beraxanus que fue derivando hasta el actual Barásoain. La segunda teoría, menos extendida, estima que el origen del nombre deriva de las palabras en euskera para huerta baratze y el sufijo -oain derivado de gain (encima), dándole el significado de mirador sobre la huerta.
En castellano se escribe con o sin tilde, según si se pronuncia en 3 (Barasoain, llana,) o 4 sílabas (Barásoain, esdrújula), ya que la sílaba tónica en cualquier caso es la segunda. La primera pronunciación (3 sílabas) es la más frecuente tanto popularmente como en fuentes enciclopédicas, si bien a pesar de ello la forma oficial dictaminada por el Gobierno de Navarra es la segunda. Aún así, incluso el propio ayuntamiento suele utilizar la forma Barasoain en sus comunicaciones. En euskera, al no existir acentos gráficos, no se emplean, y pese a estar en la zona mixta de Navarra, la forma en euskera carece de oficialidad.

### Gentilicio
Barasoaindarra, aplicable tanto en femenino como en masculino a pesar de su terminación en -a. Esto se debe a que tal denominación proviene del euskera (actualmente extinto en la forma autóctona de la localidad), en el cual, los gentilicios se forman añadiendo el sufijo -tar o -dar a la raíz de la palabra original.

## Geografía
Integrado en la comarca de Tafalla, se sitúa a 25 kilómetros de Pamplona y a 15 kilómetros de Tafalla. El término municipal está atravesado por la Autopista de Navarra (AP-15) y por la carretera N-121. El relieve del municipio está definido por el valle del río Cidacos y los montes que se alzan circundando el valle y los arroyos que nutren el río. La altitud oscila entre los 648 metros al oeste y los 500 metros a orillas del río. El pueblo se alza sobre un promontorio a 523 metros sobre el nivel del mar. 
| Noroeste: Tirapu         | Norte: Olcoz y Unzué | Noreste: Olóriz    |
| Oeste: Añorbe y Artajona |                      | Este: Olóriz       |
| Suroeste: Garínoain      | Sur: Garínoain       | Sureste: Garínoain |

Tanto el municipio de Barásoain como su núcleo de población están estrechamente ligados al de la localidad vecina, situada al sur, Garínoain. Ambos cascos urbanos forman un continuo a pesar de la separación administrativa. Otros términos municipales colindantes son (en sentido horario y empezando por el oeste) los de Artajona, Añorbe, Tirapu, Olcoz, Unzué y Olóriz.

## Historia
Esta zona de Navarra ha estado poblada durante miles de años, prueba de ello son los dólmenes de Artajona y las herramientas de sílex encontradas en diversos puntos del término municipal.
La primera mención escrita de la localidad data del siglo XII.
En 1590 una vecina fue acusada de brujería. A ella acudían desde lugares del entorno buscando remedio para la curación de animales y personas, que se suponían estar hechizados. Pese a haber sido interrogada en varias ocasiones, parece que no sufrió consecuencias.

## Demografía
Barásoain cuenta con una población de 594 habitantes (INE 2024).
| Gráfica de evolución demográfica de Barásoain entre 1842 y 2021                                                     |
| |
| Población de derecho según los censos de población del INE Población de hecho según los censos de población del INE |

A pesar de que la población ha estado decreciendo durante más de medio siglo, en los últimos años se observa un repunte debido a la construcción de nuevas viviendas en la localidad y la ocupación de éstas por personas provenientes de otras localidades, en su mayoría de Pamplona.

## Economía
Anteriormente el sector primario era el de mayor peso para la economía local. A día de hoy va cediendo parte a una floreciente industria y al sector de servicios.

## Administración y política
| Partido político                                      | 2015  | 2015       | 2011  | 2011       | 2007  | 2007       | 2003  | 2003       | 1999 | 1999       | 1995 | 1995       | 1991  | 1991       |
| Partido político                                      | %     | Concejales | %     | Concejales | %     | Concejales | %     | Concejales | %    | Concejales | %    | Concejales | %     | Concejales |
| Agrupación Independiente Barasoain (AIB)              | 79,73 | 7          | 59,69 | 4          | —     | —          | 82,55 | 7          | —    | —          | —    | —          | 47,63 | 3          |
| Agrupación Independiente Oihanzarra (AIO)             | —     | —          | 36,91 | 3          | 32,99 | 2          | —     | —          | —    | —          | —    | —          | —     | —          |
| Candidatura Popular Independiente de Barasoain (CPIB) | —     | —          | —     | —          | 63,64 | 5          | —     | —          | —    | —          | —    | —          | —     | —          |
| Agrupación Independiente Orrealuna (AIM)              | —     | —          | —     | —          | —     | —          | —     | —          | —    | —          | —    | —          | 50,47 | 4          |

Barásoain pertenece al partido judicial de Tafalla, dentro de la comarca agraria de la Navarra Media, que está incluida a su vez en la merindad de Olite.
| Mandato   | Nombre del alcalde             | Partido político |
| --------- | ------------------------------ | ---------------- |
| 1995-1999 | Juan José Liberal Fernández    | Independiente    |
| 1999-2003 | Carlos Enrique Izuriaga Eslava | Independiente    |
| 2003-2007 | Carlos Enrique Izuriaga Eslava | Independiente    |
| 2007-2011 | Carlos Enrique Izuriaga Eslava | Independiente    |
| 2011-2015 | Rita Delia Roldán Murillo      | Independiente    |
| 2015-     | Rita Delia Roldán Murillo      | Independiente    |

## Cultura

### Patrimonio
Aparte de los monumentos abajo listados, cabe mencionar dentro de la arquitectura civil las casas de las familias Azpilcueta, Olzamendi (siglo XVII) y Olagüe y Lanz de Yribarren (siglo XVI).

#### Monumentos religiosos
- Iglesia de Santa María de la Asunción, templo construido entre el siglo XVI y XVII.
- Ermita de Santa Lucía.

#### Monumentos civiles
- Monumento al Doctor Navarro, situado enfrente de su casa natal.
- Monumento al Maestro Turrillas.

### Fiestas y eventos
Las fiestas patronales se celebran en honor a San Bartolomé, el día 24 de agosto. Estas tienen una duración aproximada de seis días, en los cuales se puede disfrutar de conciertos, pasacalles, exhibición de deportes rurales y eventos deportivos entre otros.
Otros eventos destacables en el calendario de la localidad son las verbenas de Semana Santa y la romería a la ermita de San Pedro a finales de junio.
El 6 de diciembre, día de San Nicolás, se celebra la tradición infantil del día del Gallo.

### Gastronomía
Entre la gastronomía de Barásoain cabe destacar los platos más típicamente navarros como pueden ser el cordero al chilindron, menestra de verduras, cogollicos de Tudela, etc. Una bebida que se suele hacer para fiestas es el zurracapote, que es una mezcla parecida a la sangría. Se hace con vino, melocotón, azúcar y canela si se desea.

### Deporte
El pueblo está dotado de frontón parcialmente cubierto y de un campo de fútbol en la zona de txapardía. El pueblo también está dotado de una pista deportiva en la que se puede jugar a baloncesto y a fútbol sala.